# Licznik (elektronika)

4-bitowy licznik synchroniczny

Licznik elektroniczny, licznik cyfrowy – układ cyfrowy, którego zadaniem jest zliczanie wystąpień sygnału zegarowego. Licznik złożony jest najczęściej z kilku przerzutników (patrz rysunek). Działanie licznika cyfrowego realizuje się najczęściej na układzie dzielnika częstotliwości. Przerzutnik JK połączony jak na rysunku podaje na wyjście Q sygnał o częstotliwości będącej połową częstotliwości zegara. Następny przerzutnik również dzieli częstotliwość o połowę, itd. Bramki AND w układzie powodują, że przełączenie przerzutnika starszego bitu następuje tylko wtedy, gdy wszystkie młodsze bity będą ustawione na ‘1’. Pokazany 4-bitowy licznik można z łatwością rozszerzyć o kolejne bity. Najczęściej rzeczywiste układy cyfrowe również posiadają wyjście (przepełnienia licznika) pozwalające na połączenie kilku liczników o małej liczbie bitów w kaskadowy licznik wielobitowy. Oprócz tego rzeczywisty licznik posiada najczęściej wejście reset, kasujące obecny stan licznika (ustawiające wszystkie bity licznika na 0). Niektóre liczniki posiadają odpowiednie wejście na podstawie stanu którego licznik liczy albo w górę, albo w dół.
Pod tym względem wyróżnia się:
- Liczniki liczące w przód
- Liczniki liczące w tył
- Liczniki rewersyjne (możliwość zmiany)

Liczniki dzieli się także na szeregowe (asynchroniczne) i równoległe (synchroniczne).

## Liczniki szeregowe i równoległe
Licznik złożony z n przerzutników, który jest w stanie zliczyć do {\displaystyle 2^{n}} impulsów nazywa się szeregowymi. Poza zliczaniem bywają one wykorzystywane do dzielenia częstości.
Wadą liczników szeregowych jest występowanie stanów nieustalonych, spowodowanych skończonym czasem propagacji sygnału od wejścia do wyjścia każdego przerzutnika. Czas trwania stanu nieustalonego jest tym dłuższy, im większa jest liczba przerzutników. Szybkie liczniki o dużej pojemności buduje się więc jako liczniki równoległe.

## Liczniki synchroniczne i asynchroniczne
W liczniku asynchronicznym przerzutniki są sterowane wyjściami przerzutników poprzedzających. Powoduje to, iż stan licznika nie ustala się od razu, lecz kolejno na poszczególnych przerzutnikach z opóźnieniem równym czasowi propagacji sygnału w przerzutniku. Jeśli impulsy zegarowe mają dużą częstotliwość i ich okres jest porównywalny z czasem propagacji przerzutnika, to sygnały wyjściowe licznika mogą podawać złe wartości zliczonych impulsów – sygnał wyjściowy nie ma czasu na odpowiednie ustalenie się.
Z tego powodu zaprojektowano liczniki synchroniczne, w których przerzutniki zmieniają swój stan jednocześnie z taktem zegarowym. Licznik synchroniczny posiada sieć logiczną, która steruje odpowiednio wejściami przerzutników na podstawie stanów ich wyjść. Sygnał zegarowy doprowadzany jest do każdego przerzutnika, zatem zmiana stanów będzie odbywała się według napływających taktów zegarowych.